# Филиппинское управление атмосферных, геофизических и астрономических служб
Филиппинское управление атмосферных, геофизических и астрономических служб (англ. Philippine Atmospheric, Geophysical and Astronomical Services Administration, PAGASA; Pangasiwaan ng Pilipinas sa Serbisyong Atmosperiko, Heopisiko, at Astronomiko)  — филиппинское национальное агентство прогнозирования и предупреждения  половодий, тайфунов, сообщение информации и советов про те или иные природные явления, прогноз погоды, сообщение другой метеорологической, климатологической и астрономической информации, полезной для сохранения жизни и имущества жителей страны, а также поддержки её развития. Организация была основана 8 декабря 1972 года в результате реорганизации Погодного бюро.